# Định lý cơ bản của đại số
Trong toán học, định lý cơ bản của đại số khẳng định rằng mọi đa thức một biến khác hằng số với hệ số phức có ít nhất một nghiệm phức. Điều đó tương đương với trường số phức có tính đóng đại số.
Định lý này đôi lúc còn được phát biểu dưới dạng: mọi đa thức một biến khác đa thức không với hệ số phức có số nghiệm phức bằng bậc của nó, nếu mỗi nghiệm được tính với số bội của nó.
Mặc dù với tên gọi là "Định lý cơ bản của đại số", không có một chứng minh "thuần đại số" cho định lý này. Mọi chứng minh đều phải sử dụng tính đầy đủ của tập số thực (hoặc các dạng tương đương của tính đầy đủ). Thêm vào đó, nó không hề cơ bản đối với đại số hiện đại, định lý này được đặt tên khi các nghiên cứu đại số vào thời điểm đó là giải các phương trình đa thức hệ số thực hoặc phức.

## Lịch sử
Peter Rothe (Petrus Roth), trong cuốn sách Arithmetica Philosophica của ông (xuất bản năm 1608) đã viết rằng một đa thức bậc n (với hệ số thực) có thể có n nghiệm. Albert Girard, trong quyển sách L'invention nouvelle en l'Algèbre (xuất bản năm 1629), khẳng định rằng một phương trình đa thức bậc n có n nghiệm, nhưng ông không nói rằng chúng phải là số thực. Hơn nữa, ông nói rằng khẳng định của ông xảy ra "trừ khi phương trình không đầy đủ", tức là không có hệ số nào bằng 0. Tuy nhiên, khi ông giải thích chi tiết ý của ông, rõ ràng rằng ông tin khẳng định của ông là luôn luôn đúng; ví dụ, ông chỉ ra rằng phương trình {\displaystyle x^{4}=4x-3}, mặc dù không đầy đủ nhưng nó có 4 nghiệm: 1 (nghiệm bội hai), {\displaystyle -1+i{\sqrt {2}}} và {\displaystyle -1-i{\sqrt {2}}}.
Như được đề cập bên dưới, từ định lý cơ bản của đại số, ta suy ra rằng mọi đa thức hệ số thực khác hằng số có thể viết dưới dạng tích của các đa thức hệ số thực bậc 1 hoặc 2. Tuy nhiên, năm 1702, Leibniz khẳng định rằng không một đa thức nào có dạng {\displaystyle x^{4}+a^{4}} (với a thực và khác 0) có thể viết như vậy. Sau đó, Nikolaus Bernoulli khẳng định tương tự với đa thức {\displaystyle x^{4}-4x^{3}+2x^{2}+4x+4}, nhưng ông nhận được một bức thư từ Euler vào năm 1742, trong đó, Euler nói rằng đa thức đó có thể viết dưới dạng
{\displaystyle \left(x^{2}-(2+\alpha )x+1+{\sqrt {7}}+\alpha \right)\left(x^{2}-(2-\alpha )x+1+{\sqrt {7}}-\alpha \right)}
trong đó α là căn bậc hai của 4 + 2√7. Euler cũng chú ý rằng
{\displaystyle x^{4}+a^{4}=\left(x^{2}+a{\sqrt {2}}\cdot x+a^{2}\right)\left(x^{2}-a{\sqrt {2}}\cdot x+a^{2}\right)}
Cố gắng đầu tiên để chứng minh định lý thuộc về d'Alembert vào năm 1746, tuy nhiên chứng minh của ông không được hoàn thành. Các thử nghiệm khác được thực hiện bởi Euler (1749), de Foncenex (1759), Lagrange (1772), và Laplace (1795). Trong ngôn ngữ hiện đại, Euler, de Foncenex, Lagrange và Laplace đã giả định sự tồn tại của trường phân rã của đa thức {\displaystyle p(z)}.
Vào cuối thế kỉ thứ 18, hai chứng minh mới được công bố mà không giả sử tính tồn tại của nghiệm. Một trong số đó, lời giải của James Wood và chủ yếu sử dụng đại số, được công bố vào năm 1798 và hoàn toàn bị bỏ qua. Chứng minh của Wood có một lỗi đại số. Chứng minh còn lại được công bố bởi Gauss vào năm 1799 và nó thuần túy hình học, nhưng có một lỗi topo, và được bổ sung bởi Ostrowski vào năm 1920, được bàn luận trong một cuốn sách của Small năm 1981 (Smale viết, "...Tôi muốn chỉ ra một lỗi lớn trong chứng minh của Gauss. Nó là một điểm tinh tế, thậm chí cho đến bây giờ, rằng một đường cong phẳng đại số thực không có thể đi vào một đĩa mà không đi ra. Trong thực tế, mặc dù Gauss đã viết lại chứng mình này 50 năm sau đó, lỗi này vẫn còn. Mãi cho đến năm 1920 Chứng minh của Gauss mới được hoàn tất. Trong tham chiếu đến Gauss, A. Ostrowski đã có một bài báo hoàn chỉnh chứng minh này, cũng như cung cấp cho một cuộc thảo luận tuyệt vời về bài toán..."). Một chứng minh đúng đắn được công bố bởi Argand vào năm 1806; đây là lần đầu tiên định lý cơ bản của đại số được phát biểu cho đa thức với hệ số phức, chứ không phải chỉ với hệ số thực. Gauss đã đưa ra hai chứng minh khác vào năm 1816 và một phiên bản khác cho chứng minh đầu tiên của ông vào năm 1849.
Cuốn sách đầu tiên có chứa một chứng minh cho định lý nằm trong cuốn Cours d'analyse de l'École Royale Polytechnique của Cauchy (1821). Trong cuốn sách này trình bày chứng minh của Argand, tuy nhiên Argand không được ghi nhận cho chứng minh này.
Cho đến nay, không một chứng minh nào có tính xây dựng nghiệm. Weierstrass là người đầu tiên, vào giữa thế kỉ 19, đưa ra bài toán tìm một chứng minh xây dựng nghiệm cho định lý có bản của đại số. Ông đưa ra lời giải của mình, trong ngôn ngữ hiện đại là sự kết hợp của phương pháp Durand--Kerner và nguyên lý đồng luân liên tục, vào năm 1891. Một chứng minh khác thuộc loại này được đưa ra bởi Hellmuth Knesser vào năm 1940 và được đơn giản hóa bởi con trai của ông, Martin Knesser, vào năm 1981.
Nếu không sử dụng tiên đề chọn đếm được, không thể có một chứng minh xây dựng nghiệm cho định lý cơ bản của đại số dựa trên cách xây dựng tập số thực của Dedekind. Tuy nhiên, Fred Richman lại chứng minh được một phiên bản phát biểu lại của định lý.